# 1086
1086. је била проста година.

## Догађаји
- Википедија:Непознат датум — Владавина арапске династије Абадида у Севиљи у данашњој Шпанији (од 1023. до 1091).
- Википедија:Непознат датум — састављена Књига страшног суда у Енглеској

- 23. октобар – Битка код Саграхаса: Шпанске снаге под краљем Алфонсом VI („Храбри“) од Кастиље поражене су од стране Мавара и њихових савезника, Алморавида, који су позвани да помогну по наређењу емира Ел-Мутамида ибн Абада.
- Опсада Сиракузе (1086) – Норманске снаге под грофом Руђером I освајају Сиракузу, последње муслиманско упориште на Сицилији.
- 1. август – Краљ Вилијам Освајач сазива састанак у Старом Саруму, где позива своје главне вазале и плаћенике да му се закуну на верност. Ово је познато као Заклетва Салисбери.
- Завршена је Књига страшног суда. Састављена по наређењу Вилијама I; детаљно описује земљопоседе и ресурсе у Енглеској.
- Процењује се да је становништво Енглеске 1,25 милиона грађана, од чега 10% живи у општинама.
- Лето – Сулејман ибн Кутулмиш, владар Турака у Руму, убијен је од стране емира Тутуша I у бици код Ајн Салма близу Антиохије. Сулејманов седмогодишњи син Килиџ Арслан I је заробљен и пребачен као талац у Исфахан (данас Иран).
- Султан Малик-Шах I обнавља џамију Имама Алија у Наџафу (данас Ирак), након што је уништена у пожару.
- 24. мај – Папа Виктор III наслеђује Гргура VII као 158. папа Католичке цркве, иако не прихвата избор до 1087. године.

## Смрти
- Ванг Анши

- Кнут IV Дански

- Сулејман ибн Куталмиш